# Santa Maria della Croce
|  | Aquest article tracta sobre el santuari a la ciutat de Crema. Si cerqueu el barri de la ciutat llombarda, vegeu «Santa Maria della Croce (Crema)». |

Santa Maria della Croce (literalment en català Santa Maria de la Creu) és un santuari i basílica al municipi de Crema al nord d'Itàlia; és al barri homònim a dos quilòmetres del centre de la ciutat, en el camí a Bèrgam, en un lloc on originalment només hi havia més un petit bosc anomenat Novelletto. La planta és de creu grega. L'arquitecte de Lodi Giovanni Battagio va dissenyar un edifici que era modern en aquell moment: un cos central, de 35 metres, circular i octogonal a l'interior i l'exterior, a la qual s'hi uneixen quatre petits cossos d'uns 15 metres d'alçada. A la cripta hi va resar Joan Pau II durant la seva visita a Crema el 20 de juny de 1992.

## Història

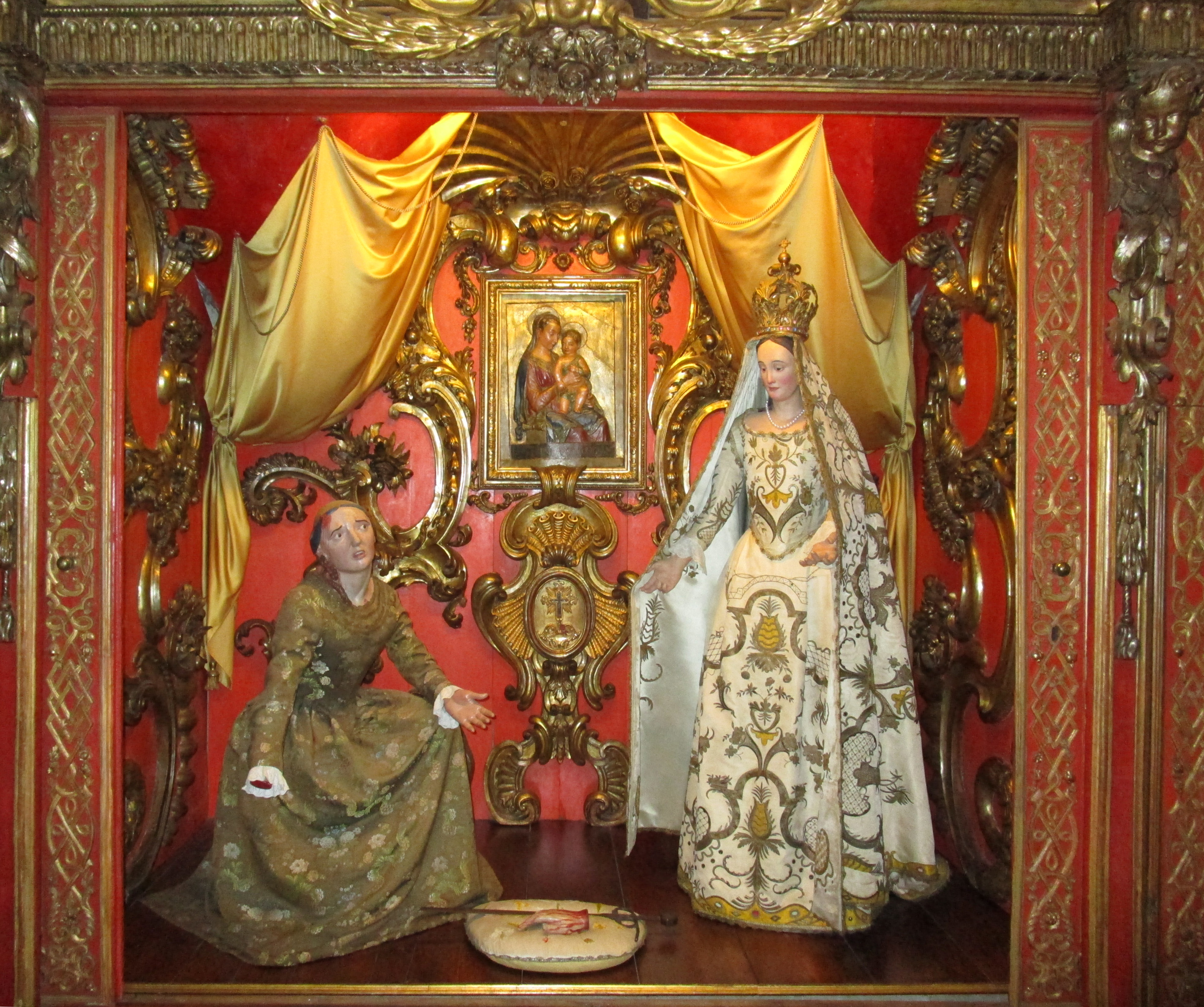
Cripta, el miracle: Caterina es auxiliada per Maria.

Els orígens del culte a la mare de Déu de Santa Maria della Croce estan ben documentats.
El 13 de febrer de 1489 Caterina Uberti, d'una família rica de Crema, es va casar amb Bartolomeo Pederbelli, anomenat il Contaglio, de Bèrgam, exiliat de la seva província, i que havia amagat la seva condició de fugitiu de la justícia. L'any següent al casament no va ser fàcil en absolut, i les cròniques narren conflictes el Contaglio i familiars de Caterina, a causa de problemes de pagament del dot.
Segons diuen els registres històrics, la tarda del 2 d'abril de 1490 el Contaglio va persuadir (o forçà) Caterina a seguir-lo per tornar amb la família de l'home a Bèrgam. Un cop fora de Crema, il Contaglio es va desviar i va agafar el camí que passa pels boscos "del Novelletto". Allà el Contaglio va agredir la dona colpejant-la amb l'espasa (la qual encara es conserva al Santuari) amb un cop violent i greu al cap i amb un altre que va amputar la mà dreta amb una part del braç; de tan forts que eren els cops, l'espasa es va partir en dos i no content amb això, per assegurar-se que la seva dona morís, va treure el punyal i va intentar apunyalar-la a l'esquena, però la fulla no va penetrar al cos, lliscant potser per la seva roba, però tot i així li va provocar un blau prop de l'omòplat esquerre. El Contaglio va fugir emportant-se la càrrega i altres coses juntament amb quatre anells d'or de Caterina, i no se'n va saber res més.
Caterina, agonitzant, va demanar ajut a Maria per rebre els sagraments, i va aparèixer una dona vestida pobrament dient: "Sóc aquella a qui has cridat...". L'hemorràgia es va aturar, i Maria la va portar a casa d'un camperol, on li varen fer algunes cures. Com que les portes de la ciutat eren tancades, només al matí van poder dur Caterina a Crema.
Visitada per un metge i interrogada per un "Giudice del Maleficio" (magistrat vènet), llavors el sacerdot Felip de la Parròquia de Sant Benet li va donar els sagraments, i només llavors l'hemorràgia es va reprendre i Caterina va morir.
A l'escena del crim s'hi va col·locar una petita creu de fusta. El 3 de maig, un mes després, un nen que tenia un defecte congènit en un peu fou dut a Novelletto. Després de resar-hi, va poder començar a caminar, i es produí així el primer miracle, que va atraure multituds. Les cròniques parlen el mateix dia de quaranta curacions miraculoses, i d'altres miracles els dies 18 de maig i 2 de juny.

## Galeria

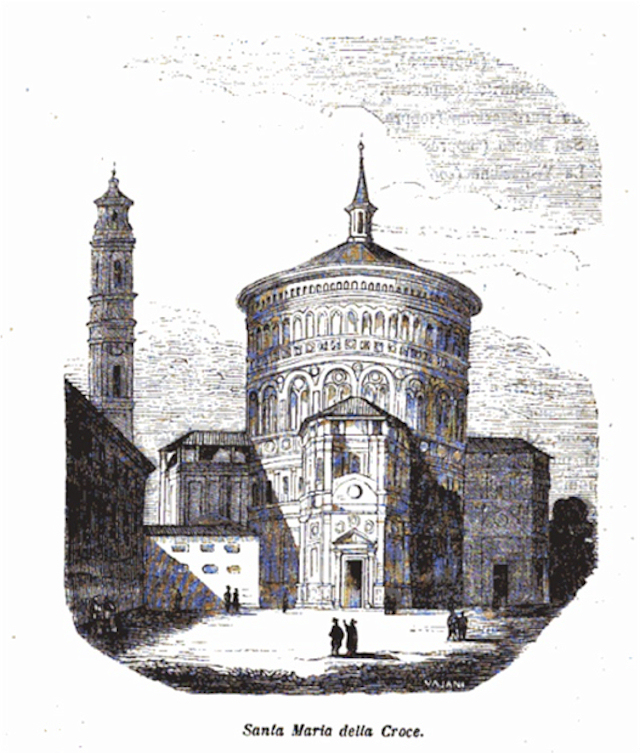
El satuari en un gravat del segle xix
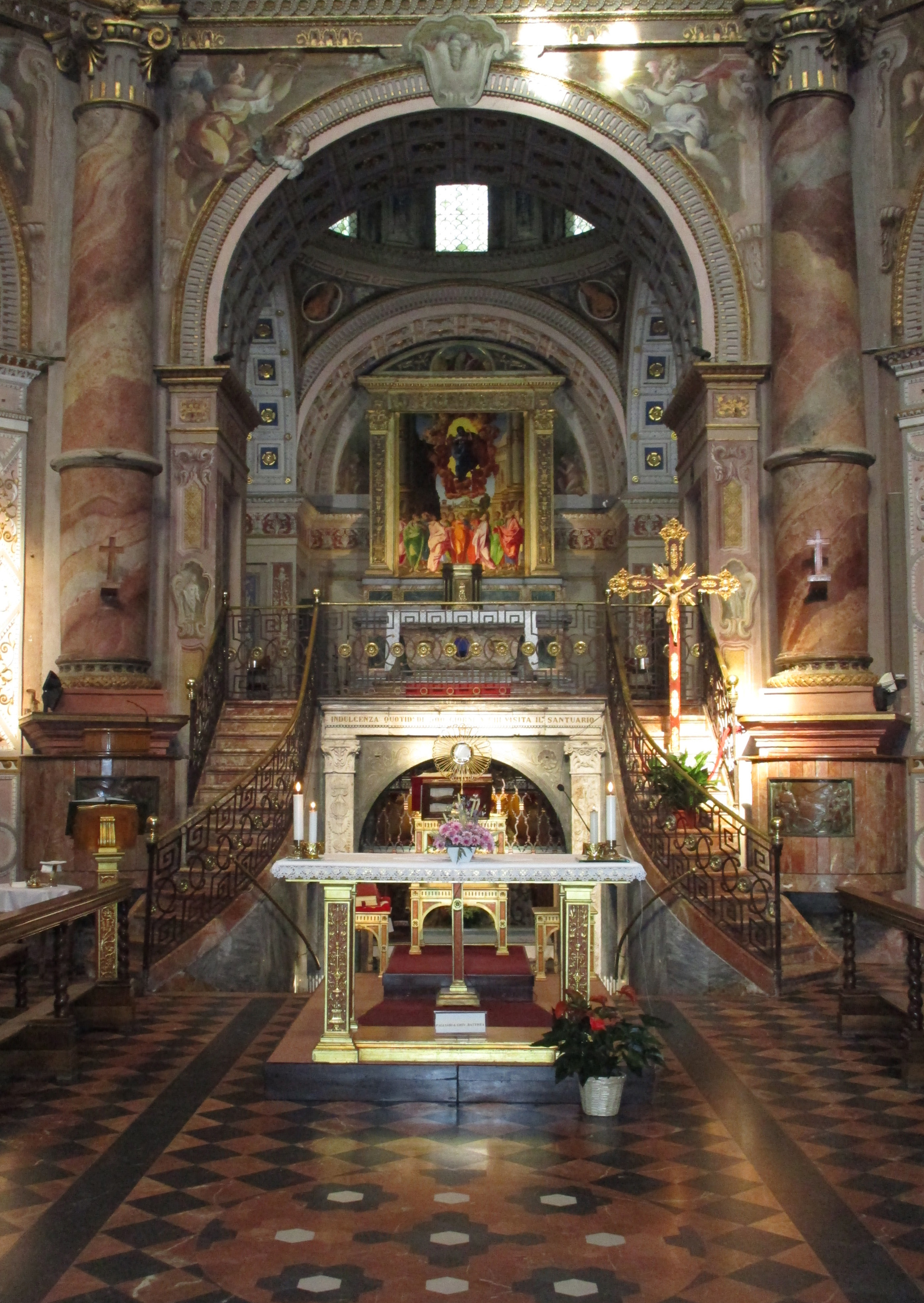
L'altar major.
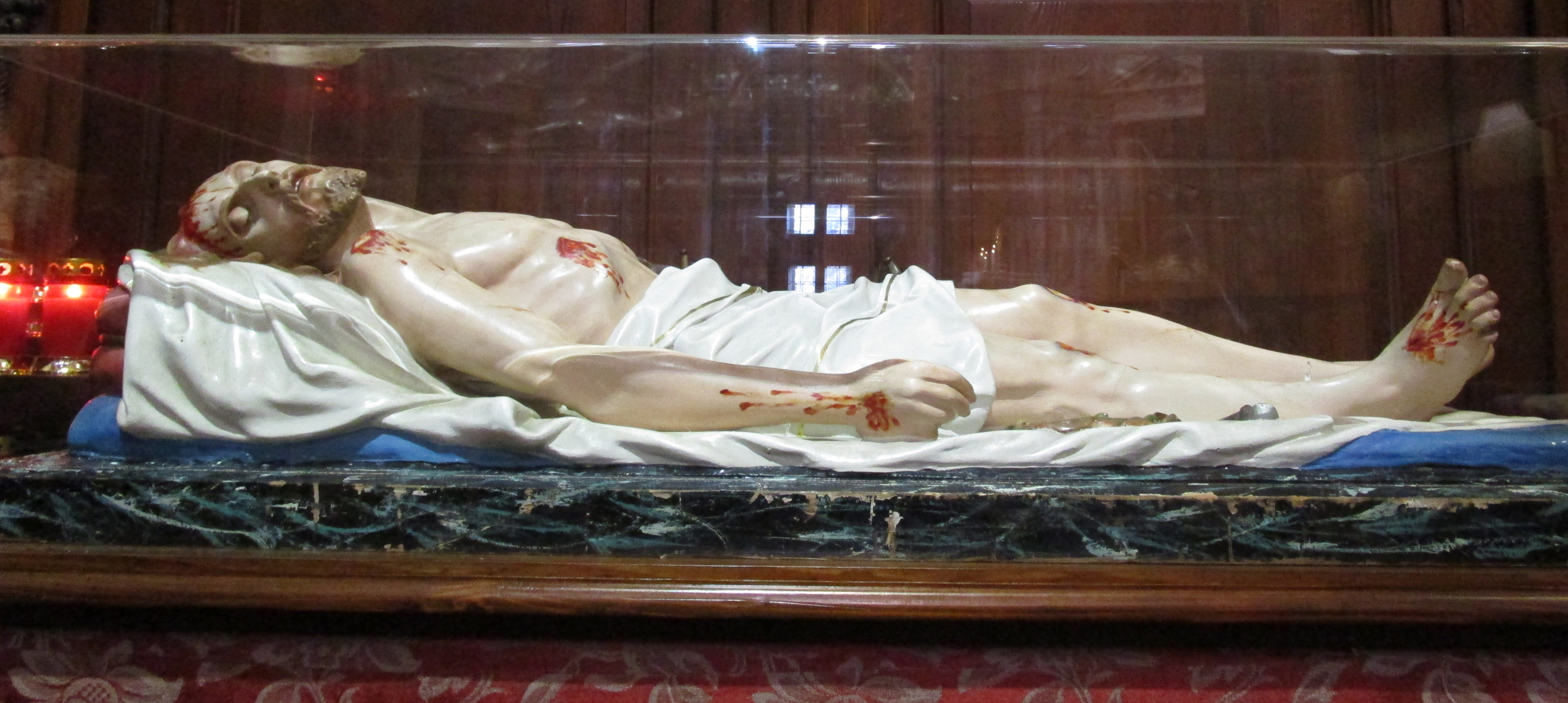
Crist mort de Bernardino Campi